# Filippo della Valle
Filippo della Valle (Florence, 26 décembre 1698-29 avril 1768) est un sculpteur italien de la fin du baroque au début du néoclassicisme, principalement actif à Rome.

## Biographie
Il commence son apprentissage avec Giovanni Battista Foggini à Florence aux côtés de Giovanni Battista Maini, avec lequel ce dernier s'installe plus tard à Rome pour travailler avec Camillo Rusconi. En 1725, della Valle gagne le concours de l'Accademia di San Luca avec la collaboration de Pietro Bracci et devient plus tard le directeur ou Principe de cette institution. À Rome, il travaille avec Bracci à la fameuse Fontaine de Trevi de Nicola Salvi où il complète les statues allégoriques de la Santé et de l'Abondance.
Della Valle est connu pour son relief de l'Annonciation (1750) à Sant'Ignazio, une œuvre nettement plus sobre et aplatie que celle que Bernardino Cametti avait conçue en 1729 sur le même thème, actuellement à la Basilique de Superga. Il a également complété la statue de la Tempérance (1734) dans la chapelle Corsini à Saint-Jean-de-Latran. Cette statue rappelle la Sainte Susanne (en) encore sobrement classique d'un pionnier de l'art baroque comme François Duquesnoy. Dans cette chapelle, della Valle en collaboration avec Maini, y montre l'influence du florentin Massimiliano Soldani-Benzi. En ce qui concerne son style, della Valle est proche du groupe de sculpteurs français comprenant Michel-Ange Slodtz. Il a également complété le monument d'Innocent XII (1746) et une Sainte Thérèse d'Avila (1754) pour la basilique Saint-Pierre de Rome.
Il est mort à Rome et inhumé à l'église Sainte-Suzanne.

## Sources
- (en) Cet article est partiellement ou en totalité issu de l’article de Wikipédia en anglais intitulé « Filippo della Valle » (voir la liste des auteurs).
- Bruce Boucher, Iitalian Sculpture Baroque, p. 169 et 208-209, éd. Thames & Hudson, World of Art, 1998.